# German Open 1968
Die German Open 1968 im Badminton (auch Internationale Meisterschaften von Deutschland genannt) fanden am 2. und 3. März 1968 in Berlin statt. Es war die 14. Auflage des Turniers.

## Sieger und Platzierte
| Disziplin    | Gold                        | Silber                               | Bronze                               |
| ------------ | --------------------------- | ------------------------------------ | ------------------------------------ |
| Herreneinzel | Erland Kops                 | Tan Aik Huang                        | Jamie Paulson                        |
| Herreneinzel | Erland Kops                 | Tan Aik Huang                        | Sangob Rattanusorn                   |
| Dameneinzel  | Eva Twedberg                | Irmgard Latz                         | Pernille Mølgaard Hansen             |
| Dameneinzel  | Eva Twedberg                | Irmgard Latz                         | Marieluise Wackerow                  |
| Herrendoppel | Tan Yee Khan Ng Boon Bee    | Sangob Rattanusorn Chavalert Chumkum | Tan Aik Huang Teh Kew San            |
| Herrendoppel | Tan Yee Khan Ng Boon Bee    | Sangob Rattanusorn Chavalert Chumkum | Wolfgang Bochow Friedhelm Wulff      |
| Damendoppel  | Margaret Boxall Susan Pound | Irmgard Latz Marieluise Wackerow     | Felice de Nooyer Mirette de Nooyer   |
| Damendoppel  | Margaret Boxall Susan Pound | Irmgard Latz Marieluise Wackerow     | Anne Flindt Pernille Mølgaard Hansen |
| Mixed        | Tony Jordan Susan Pound     | Per Walsøe Pernille Mølgaard Hansen  | Roger Mills Margaret Boxall          |
| Mixed        | Tony Jordan Susan Pound     | Per Walsøe Pernille Mølgaard Hansen  | Wolfgang Bochow Irmgard Latz         |

## Finalergebnisse
| Disziplin    | Sieger                      | Finalist                             | Ergebnis          |
| ------------ | --------------------------- | ------------------------------------ | ----------------- |
| Herreneinzel | Erland Kops                 | Tan Aik Huang                        | 9-15, 18-17, 15-5 |
| Dameneinzel  | Eva Twedberg                | Irmgard Latz                         | 11-6, 9-11, 11-3  |
| Herrendoppel | Tan Yee Khan Ng Boon Bee    | Sangob Rattanusorn Chavalert Chumkum | 15-9, 15-2        |
| Damendoppel  | Margaret Boxall Susan Pound | Irmgard Latz Marieluise Wackerow     | 15-6, 15-7        |
| Mixed        | Tony Jordan Susan Pound     | Per Walsøe Pernille Mølgaard Hansen  | 15-10, 18-17      |